# Israfil
Israfil ou Israfel (em árabe: إسرافيل, Isrāfīl) (The Burning One), é o anjo da Trombeta no Islã,  embora não mencionado no Alcorão. Junto com Mikhail, Gabriel e Izrail, ele é um dos quatro arcanjos islâmicos. Israfil irá tocar a trombeta de uma rocha santa em Jerusalém para anunciar o Dia da Ressurreição. A trombeta está constantemente em seus lábios, pronta para ser tocada quando Deus assim o ordene. Na Literatura Bíblica judaico-cristã, o arcanjo Rafael é a contrapartida da Israfil. Israfil é geralmente concebido como possuindo um corpo enorme, e que chega do céu sétimo até trono de Deus. Uma asa protege o corpo dele, outra protege-o de Deus, enquanto as outras duas estendem-se no sentido leste e oeste. Diz-se que Israfil tutelou por três anos Muhammad, no dever de profeta, antes que ele pudesse receber o Alcorão.

## Na tradição religiosa
Embora o nome "Israfel" não aparece no Alcorão, é mencionado repetidamente como o anjo da trombeta  para identificar esta figura:

"E a trombeta será tocada, para que todos aqueles que estão nos céus e todos os que estão na terra, se prostem, exceto Deus, ela será tocada de novo, então eles se levantarão aguardando." - —Qur'an (39.68).
Na tradição islâmica, ele disse ter sido enviado, juntamente com os outros três arcanjos islâmicos, para coletar a poeira dos quatro cantos da terra, embora apenas Izrail tenha sucedido nesta missão. Israfel tem sido associada a um número de outros nomes angélicos não pertencentes ao Islam, incluindo Uriel,    Sarafiel  e Rafael
Certas fontes indicam que, criado no início dos tempos, Israfil possui quatro asas, e era tão alto a ponto de ser capaz de chegar da Terra aos pilares do céu.
Um anjo lindo que é um mestre da música, Israfil canta louvores a Deus em milhares de línguas diferentes, o sobro  que sai da sua trombeta injeta vida nas hostes de anjos que contribuem com as próprias músicas.
De acordo com tradições sunitas relatadas por Imam Al-Suyuti, o "Ghawth" ou " Qutb",  é considerado entre os sufis como o mais elevado posto de "siddiqun" (Santo), é alguém que tem um "coração" (bondade) que se assemelha ao de Arcanjo Israfil, mostrando a elevação desse anjo. O próximo em importância são os santos que são conhecidos como o "Umdah" ou "Awtad", entre os quais os mais elevados têm os seus "corações" semelhantes a de anjo Michael, e o resto dos Santos de menor escalão, tem  o coração de Jibreel ou Gabriel, que são similares aos dos profetas anteriores a Maomé como Moises. É  acreditado que na terra exista sempre um dos Qutb.

## Na Literatura
- Israfil é o nome de um poema de Edgar Allan Poe criado em 1831.[11]